# Biblioteca Universității din Manchester
Biblioteca Universității din Manchester este sistemul de bibliotecă și serviciul de informații al Universității din Manchester. Biblioteca principală se află pe calea Oxford a campusului universitar, cu intrarea pe strada Burlington. Există, totodată, alte zece clădiri bibliotecare, opt distribuite prin campusul universității, plus Biblioteca John Rylands din Deansgate și Centrul de resurse pentru relațiile rasiale Ahmed Iqbal Ullah, situat în Biblioteca Centrală din Manchester.
În 1851 biblioteca Owens College a fost înființată la Casa Cobden pe strada Quay, Manchester. Aceasta a devenit ulterior Biblioteca Universității din Manchester (a Universității Victoria din Manchester ) în 1904. În iulie 1972, această bibliotecă a fuzionat cu Biblioteca John Rylands pentru a deveni Biblioteca Universității John Rylands din Manchester (JRULM).  
Pe 1 octombrie 2004 biblioteca Universității Victoria din Manchester a fuzionat cu Biblioteca Joule a UMIST formând Biblioteca Universității John Rylands (JRUL).  Biblioteca Joule a fost succesorul bibliotecii Institutului de Mecanică din Manchester (înființat în 1824) care a devenit ulterior biblioteca Institutului de Știință și Tehnologie al Universității din Manchester (UMIST). Una dintre primele acțiuni ale Institutului a fost înființarea unei biblioteci, cu un bibliotecar cu normă întreagă, la sediul, din strada King, din Manchester. Biblioteca și-a schimbat numele în vara anului 2012 pentru a deveni Biblioteca Universității din Manchester.
Biblioteca este una din doar Cinci Biblioteci Naționale de Cercetare - un premiu al Consiliului de Finanțare a Învățământului Superior pentru Anglia (HEFCE) și singura din nordul Angliei.  Este membru al consorțiului de Biblioteci Academice din Nord-Vest (NoWAL)  și al consorțiului Research Libraries UK (RLUK). RLUK a fost anterior Consorțiul Bibliotecilor Universitare de Cercetare (CURL), al cărui bibliotecă a fost membru fondator în anii 1980.
Actualul bibliotecar și director universitar, Christopher Pressler, este asistat de o echipă executivă formată dintr-un arhivar și trei bibliotecari. 

## Conținut
Biblioteca are cea mai mare colecție academică non-legală din Marea Britanie,  cea mai mare colecție de resurse electronice din orice bibliotecă din Marea Britanie  și susține toate domeniile predate de universitate. Biblioteca oferă membrilor săi o serie de servicii și materiale, inclusiv o colecție extinsă de resurse electronice. O gamă de servicii este oferită pentru membrii publicului și școli.

## Clădirile bibliotecii
Clădirea principală este pe strada Burlington, la vest de Calea Oxfordului: (clădirea nr. 55 din Ghidul Universitar al Campusului): partea sa cea mai veche este aripa de est construită în 1936: a fost extinsă cu aripile de sud și de vest în 1953–56 și prin Sala Muriel Stott în 1978. Până în 1965 a fost cunoscută sub numele de Biblioteca de Arte. Clădirea Christie conținea secțiunea științifică a bibliotecii, iar biblioteca medicală a fost într-o clădire separată până în 1981. O extensie spre nord proiectată de arhitecții Dane, Scherrer & Hicks a fost deschisă în 1981. (Fusese proiectat în 1972 ca prima tranșă a unei clădiri mai mari. ) Biblioteca Universității din Manchester are o serie de biblioteci în alte clădiri universitare, inclusiv Biblioteca Eddie Davies din Manchester Business School, Biblioteca Joule din clădirea Sackville Street, Biblioteca Stopford din Clădirea Stopford și Biblioteca Lenagan din Școala de Muzică și Dramă.
Colecțiile notabile găzduite în biblioteca principală sunt Arhivele Guardian, Colecția Manchester de istorie medicală locală, hărți și planuri și Arhiva Christian Brethren . Pentru mulți ani biblioteca principală a găzduit birourile Societății Medicale din Manchester, care a avut acomodare în Universitate începând cu 1874. 
Între vara anului 2009 și ianuarie 2010, o parte a parterului bibliotecii principale a fost renovată. 

## Istorie

### 1824 - 1851
Biblioteca este alcătuită din colecții reunite la diferite ocazii: acestea sunt biblioteca Institutului de Mecanică din Manchester, înființată în 1824; biblioteca Societății Medicale din Manchester, înființată în 1834; biblioteca Manchester Royal Infirmary din anii 1750 până la sfârșitul secolului al XIX-lea; și Biblioteca Radford de la Spitalul Saint Mary, Manchester (literatura timpurie obstetricală și ginecologică colectată de chirurgul Thomas Radford ).  (Cele două colecții din urmă au fost donate Bibliotecii medicale în 1917 și, respectiv, în 1927.) Biblioteca Institutului de Mecanică din Manchester a fost biblioteca originală care a devenit în cele din urmă Biblioteca UMIST (Biblioteca Joule) care a fost fuzionată cu Biblioteca Universității John Rylands în octombrie 2004.

### 1851–1936

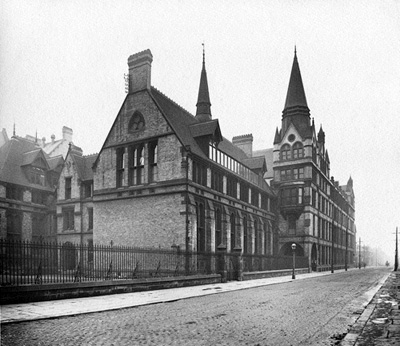
Prima casă a Facultății de Medicină din strada Coupland, Chorlton pe Medlock (așa cum se vede în 1908 privind spre vest) Biblioteca medicală a fost găzduită aici, 1874–1981

Colegiul Owens (Colegiul Cuptoare) a fost fondat în 1851 și biblioteca colegiului a început cu donații de la James Heywood (1.200 de volume) și doctorul William Charles Henry în primul an. Prima mare adăugire la stoc a fost biblioteca lui James Prince Lee, episcopul Manchesterului, 7.000 de volume în 1869 și apoi o altă tranșă. Colecția conținea teologie, istoria bisericii și arta plastică. În următorii 30 de ani, s-au făcut multe adăugiri, cum ar fi bibliotecile personale ale EA Freeman (6.000 de volume) și Robert Angus Smith (4.000 de volume).  În 1904 Biblioteca Owens College a devenit Biblioteca Universității din Manchester când colegiul a fuzionat cu Universitatea Victoria din Manchester, care fusese numită astfel în 1903. Biblioteca a avut trei locații în primii săi ani, casa lui Cobden pe strada Quay, clădirea John Owens între 1873 și 1898 și clădirea Christie din toamna anului 1898. Din 1903 bibliotecarul (Charles Leigh) a îmbunătățit administrarea bibliotecii prin introducerea clasificării zecimale Dewey și standarde de catalogare mai înalte. La moartea lui Richard Copley Christie, biblioteca a primit biblioteca sa personală de peste 8.000 de volume, inclusiv multe cărți rare din perioada Renașterii. Până în 1933 stocul Bibliotecii Christie se ridica la 256.000 de volume. Universitatea Victoria din Manchester; Calendar 1933-34 ; Arhiva Internet</ref> În 1936, biblioteca a fost împărțită în două, când Biblioteca de Arte a fost deschisă pe Lime Grove. Ulterior, clădirea Christie conținea doar literatură științifică și tehnică. Școala de medicină a avut propria bibliotecă fondată în 1834 ca bibliotecă a Societății Medicale din Manchester găzduită în Owens College odată ce a fost înființată acolo Școala de Medicină în 1874 și la centenar în 1934, a fost îmbogățită prin Colecția Manchester a Dr. E. Bosdin Leech la istoricul medical al districtului Manchester. Din 1919 s-a înființat colecția Educație pentru surzi și a fost extinsă semnificativ prin benevolatul lui Abraham Farrar.   

### 1936–

#### Moses Tyson
În primii treizeci de ani din această perioadă, bibliotecarul a fost doctorul Moses Tyson (1897-1969), care fusese anterior păstrătorul manuscriselor occidentale la Biblioteca John Rylands din Manchester. A fost istoric și primul bibliotecar membru al Senatului Universității. Construirea unei noi Biblioteci de Artă a însemnat că stocul trebuia împărțit în două grupe de subiecte: arte și științe sociale și știință și tehnologie. Ultimele subiecte au rămas în Biblioteca Christie originală, deși în zonele suprapuse a existat o dublare a intrărilor în cataloagele bibliotecii pentru a ajuta cititorii. La începutul anilor 1950, stocul a crescut la o asemenea dimensiune încât clădirea bibliotecii de artă a trebuit extinsă. Acest lucru fusese prevăzut de către arhitecți și odată ce fondurile erau disponibile, construirea a două aripi noi într-un stil similar a fost întreprinsă între 1953 și 1957 (cu toate acestea, modelul camerelor de lectură și stivă în cele trei aripi nu este același). Caracteristici precum o sală de expoziții și un departament de colecții speciale au fost incluse în design, împreună cu acomodări în spațiul administrativ. În acel moment au fost înființate noi departamente în universitate, ceea ce înseamnă că biblioteca și-a extins acoperirea în domenii precum Studiile Americane, Istoria Artei, Muzica și Studiile din Orientul Apropiat.

#### Frederick Ratcliffe către Christopher Pressler
După pensionarea doctorului Tyson, în 1965, Dr. F. W. Ratcliffe a fost numit bibliotecar și a urmat o perioadă de extindere ulterioară, care a inclus o politică ambițioasă de achiziții, începuturile informatizării bibliotecii și o mai bună legătură cu departamentele academice. A avut un rol major, împreună cu Sir William Mansfield Cooper, vicecancelarul până în 1970, în fuziunea reușită a Bibliotecii John Rylands cu Biblioteca Universității din Manchester la 19 iulie 1972. O extindere suplimentară a fost planificată în această perioadă, deși nu a fost construită decât opt ani mai târziu, deoarece finanțarea nu era disponibilă atunci. Extinderea a fost planificată ca un bloc dreptunghiular, în două părți inegale (a doua parte nu a fost niciodată construită). Înainte ca extensia să poată fi construită, congestia în clădirea bibliotecii a trebuit atenuată prin mutarea unor stocuri în alte locații din campus. Beneficierea domnișoarei Muriel Stott, guvernator onorific al Bibliotecii John Rylands, a permis construirea unei săli octogonale de tip cort, lângă bibliotecă, Centrul de conferințe Muriel Stott (pe perioada extinderii clădirii, aceasta a fost închisă de restul Bibliotecii). Designul extensiei a fost modificat când a fost implementat efectiv în 1979, astfel încât o secțiune de legătură a unit-o cu clădirea bibliotecii existente și anume cu celelalte trei aripi. Această nouă extindere a fost deschisă în toamna anului 1981 și, în același timp, bibliotecile medicale și științifice (Christie) au fost eliberate, astfel încât o organizare mai coerentă a stocului a devenit posibilă. Până la deschiderea acestei clădiri, dr. Ratcliffe plecase pentru a fi bibliotecar universitar la Cambridge.
Ratcliffe a fost succedat în 1981 de Dr. Michael Pegg, fost bibliotecar la Universitatea din Birmingham, care a rămas până când a demisionat din motive de sănătate în 1991. El a fost urmat de Christopher J. Hunt (fost sub-bibliotecar de științe sociale la Manchester), care a devenit ulterior bibliotecar universitar la Universitatea James Cook, Townsville, Queensland și la Universitatea La Trobe, ambele din Australia și, după întoarcerea în Marea Britanie, bibliotecar al Bibliotecii Britanice de Științe Politice și Economice din Londra. La pensionarea domnului Hunt, a fost numit William G. Simpson, bibliotecar la Trinity College, Dublin. Domnul Simpson a fost anterior bibliotecar interimar în funcție la Biblioteca Universității John Rylands din Manchester până în 1985 și ulterior bibliotecar universitar al Universităților din Londra și Surrey. Domnul Simpson a rămas până la pensionarea sa în decembrie 2007. În perioada 2004-2007 a fost finalizată o renovare majoră a istoriei bibliotecii John Rylands din centrul Manchester, împreună cu construirea unui nou centru pentru vizitatori, în timp ce biblioteca în ansamblu a fuzionat cu bibliotecile UMIST și Manchester Business School pentru a crea Biblioteca Universitară John Rylands, a Universității din Manchester. După pensionarea domnului Simpson în 2007, Jan Wilkinson (pe atunci șef de învățământ superior la Biblioteca Britanică și fost bibliotecar universitar și păstrător al colecției Brotherton de la Universitatea din Leeds și bibliotecar adjunct la Școala de Economie din Londra) a fost numit bibliotecar universitar și director al Bibliotecii John Rylands, ocupând postul în ianuarie 2008.  În 2019, Christopher Pressler, fost bibliotecar al Universității din Dublin City University, Universitatea din Londra și Universitatea din Nottingham a fost numit bibliotecar al Universității John Rylands și director al Bibliotecii Universității din Manchester.

### Foști bibliotecari
Bibliotecarii notabili ai bibliotecii înainte de 1972 erau Charles W. E. Leigh (1903-1935), Moses Tyson (1935-1965) și Frederick William Ratcliffe (fost asistent bibliotecar, bibliotecar 1965-1980) ai căror ani de serviciu se ridică la un total de 78 de ani. George Wilson a fost bibliotecar al Bibliotecii Medicale timp de peste 50 de ani.